# Чотирнадцять столиць України
Чотирнадцять столиць України — книга українського письменника, поета та кінорежисера Миколи Вінграновського, яка досліджує історію українських міст, що в різні періоди були столицями або важливими центрами державності. Видана у 1997 році.

## Зміст
У книзі представлено нариси про чотирнадцять міст, які в різні епохи виконували роль столиць українських державних утворень або були значущими культурно-політичними центрами.
Серед розглянутих міст:
- Трипілля — як прадавня столиця Праукраїни[3].
- Чигирин — столиця гетьмана Богдана Хмельницького.
- Батурин — столиця гетьмана Івана Мазепи.
- Галич — столиця князя Данила Галицького.